# Xian de Lingshi
Le xian de Lingshi (灵石县 ; pinyin : Língshí Xiàn) est une subdivision de la province du Shanxi en Chine. Il est placé sous la juridiction administrative de la ville-préfecture de Jinzhong.

## Démographie
La population du district était de 233 066 habitants en 1999.